# Оптография
Офтографията е процес на наблюдаване или извличане на оптрограма, изображение върху ретината на окото. Убеждението, че окото „записва“ последното изображение, видяно преди смъртта, е било широко разпространено в края на XIX и началото на XX век. Въпреки че оптографията многократно е опровергавана като съдебномедицински метод, има и научна основа зад идеята.

## Научна основа
Голяма част от научната работа по офтографията е извършена от немския физиолог Вилхелм Кюне. Вдъхновен от откритието на Франц Кристиан Бол на родопсина, фоточувствителен пигмент в ретината, Кюне открива, че в идеални условия родопсинът може да бъде фиксиран като фотографски негатив.
Кюне експериментира върху много животни, за да прецизира процеса и да определи химикалите, използвани за фиксиране на изображението върху ретината. Най-успешната му ортограма е получена от заек албинос със закопчана глава, така че да гледа към прозорец. Главата на заека е покрита в продължение на няколко минути, за да се позволи на родопсина да се натрупа върху ретината. След това се разкрива в продължение на три минути, за да се изложи на светлината, след което заекът се обезглавява и се прави разрез в очната ябълка. Задната половина на окото се поставя в алуминиев разтвор, за да позволи фиксирането на избелелия родопсин, което довежда до видимо изображение на прозорците.

### Оптография в човешкото око
Кюне иска да демонстрира техниката върху човешки субект и през 1880 г. получава тази възможност. На 16 ноември Ерхард Густав Райф е обезглавен на гилотината за убийството на децата си в близкия град Брухзал. Очите на Райф са извадени и доставени в лабораторията на Кюне в Хайделбергския университет, където той се заема с дисекцията в затъмнена стая с филтрирани прозорци. След десет минути Кюне показва на колегите си изображение от лявата ретина, но скицата му не съвпада с никой обект, видим за субекта по време на смъртта му, въпреки че очертанието на изображението прилича на гилотиново острие, Райф е бил с превръзка на очите по време на обезглавяването си.
|  | Тази страница частично или изцяло представлява превод на страницата Optography в Уикипедия на английски. Оригиналният текст, както и този превод, са защитени от Лиценза „Криейтив Комънс – Признание – Споделяне на споделеното“, а за съдържание, създадено преди юни 2009 година – от Лиценза за свободна документация на ГНУ. Прегледайте историята на редакциите на оригиналната страница, както и на преводната страница, за да видите списъка на съавторите. ВАЖНО: Този шаблон се отнася единствено до авторските права върху съдържанието на статията. Добавянето му не отменя изискването да се посочват конкретни източници на твърденията, които да бъдат благонадеждни. |